# Джордж Макі
Джордж Вайтлоу Макі (1 лютого 1916 — 15 березня 2006) — американський математик, відомий своїм внеском у квантову логіку, теорію представлень і некомутативну геометрію.

## Кар'єра
Макі здобув ступінь бакалавра мистецтв в Університеті Райса (тоді Інститут Райса) у 1938 році та доктора філософії у Гарвардському університеті у 1942 році під керівництвом Маршалла Стоуна. Після року викладання в Іллінойському інституті технології він приєднався до факультету математики Гарвардського університету у 1943 році. Став професором у 1956 році й отримав призначення професором математики та теоретичних наук Лендона Т. Клея у 1969 році та залишався там до виходу на пенсію у 1985 році.

## Праці
Макі зробив значну роботу у теорії подвійності локально опуклих просторів, яка забезпечила інструменти для подальшої роботи у цій галузі, зокрема роботі Александра Гротендіка над топологічними тензорними продуктами.
Макі був одним із піонерів, який поєднав квантову логіку, теорію нескінченновимірних унітарних зображень груп, теорію операторних алгебр і некомутативну геометрію. Центральну роль у роботі Макі, як у теорії уявлень груп, так і в математичній фізиці, відігравали поняття системи імпримітивності й індукованих уявлень. Ця ідея природно призвела до аналізу теорії представлень напівпрямих добутків у термінах ергодичних дій груп і в деяких випадках до повної класифікації таких представлень. Результати Макі були важливим інструментом у вивченні теорії представлень нільпотентних груп Лі з використанням методу орбіт, розробленого Олександром Кириловим у 1960-х роках. Його поняття «віртуальної підгрупи», введене у 1966 році з використанням мови групоїдів, мало значний вплив на ергодичну теорію.
Іншим важливим інгредієнтом у роботі Макі було призначення борелівської структури подвійному об'єкту локально компактної групи (зокрема, локально компактної роздільної метричної групи) G. Одна з важливих гіпотез Макі, яку врешті-решт було розв'язано завдяки роботі Джеймса Глімма над C*-алгебрами, полягала у тому, що G є типом I (це означає, що всі факторні представлення є типом I) тоді і тільки тоді, коли борелівська структура його подвійного є стандартний борелівський простір.
Він — автор численних оглядових статей, дослідницькі інтереси були пов'язані з великою кількістю математичних і фізичних дисциплін, зокрема квантова механіка та статистична механіка.

## Відзнаки та студенти
Макі був серед перших п'яти стипендіатів Вільяма Ловелла Патнама у 1938 році. У 1975 році він отримав премію Лероя П. Стіла за статтю «Ергодична теорія та її значення для статистичної механіки та теорії ймовірностей».
Макі був обраним членом Американської академії мистецтв і наук, Національної академії наук і Американського філософського товариства.
Лоуренс Браун, Пол Чернофф, Едвард Джордж Еффрос, Келвін Мур, Річард Пале, Керолайн Серіс, Джон Вермер і Роберт Зіммер були докторантами Макі. Ендрю Глісон не здобував ступінь доктора наук, але вважав Макі своїм консультантом.

## Книги
- Mathematical Foundations of Quantum Mechanics[14] (Dover Books on Mathematics, 2004 ISBN 0-486-43517-2 ISBN 978-0-486-43517-6)[15]
- Unitary Group Representations in Physics, Probability, and Number Theory, 402 pages, Benjamin–Cummings Publishing Company (1978), ISBN 0-8053-6703-9[16]
- The Theory of Unitary Group Representations (Chicago Lectures in Mathematics) University Of Chicago Press (August 1, 1976) ISBN 0-226-50051-9[17]
- Induced representations of groups and quantum mechanics, Publisher: W. A. Benjamin (1968)
- Mathematical Problems of Relativistic Physics (Lectures in Applied Mathematics Series, Vol 2) by I. E. Segal, George Whitelaw Mackey, Publisher: Amer Mathematical Society (червень 1967) ISBN 0-8218-1102-9
- Lectures on the theory of functions of a complex variable Publisher: R. E. Krieger Pub. Co (1977) ISBN 0-88275-531-5